# ذخیره‌گاه زیست‌کره سیناگا د زاپاتا
ذخیره‌گاه زیست‌کره سیناگا د زاپاتا (به اسپانیایی: Reserva de la biosfera Ciénaga de Zapata) یک ذخیره‌گاه زیست‌کره در کوبا است که در کوبا واقع شده‌است.